# Kapibary
Kapibary (Hydrochoerinae) – podrodzina ssaków z rodziny kawiowatych (Caviidae).

## Zasięg występowania
Podrodzina obejmuje gatunki występujące w Ameryce Południowej.

## Systematyka
Do podrodziny należą dwa rodzaje żyjące współcześnie:
- Hydrochoerus Brisson, 1762 – kapibara
- Kerodon F. Cuvier, 1825 – moko

Opisano również rodzaje wymarłe:
- Cardiatherium Ameghino, 1883[18]
- Hydrochoeropsis Kraglievich, 1930[19]
- Neochoerus Hay, 1926[20]
- Phugatherium Ameghino, 1887[21]